# Stojan Kastelic
Stojan Kastelic, slovenski častnik, veteran vojne za Slovenijo.
Polkovnik Kastelic je pripadnik SV.

## Vojaška kariera
- vodja inšpekcijske ekipe v Italiji (februar 2002)
- VERC (2001)

## Odlikovanja in priznanja
- srebrna medalja generala Maistra z meči
- srebrna medalja Slovenske vojske (11. maj 2000)
- medalja v službi miru (8. oktober 1999)
- spominski znak Obranili domovino 1991
- spominski znak Borovnica
- spominski znak Premik 1991 (23. september 1997)